# Серж Голон
Серж Голон (фр. Serge Golon, справжнє ім'я Всеволод Сергійович Голубінов; 23 серпня 1903, м. Бухара — 12 липня 1972, Квебек) — французький геохімік, письменник, художник російського походження. Популярність йому принесла написана спільно з дружиною, Сімоною Шанже (літературний псевдонім — Анн Голон), всесвітньо відома серія історико-пригодницьких (у старій версії) та містико-фантастичних (у новій версії) мелодраматичних любовних романів про Анжеліку.

## Біографія
Народився 23 серпня 1903 року в Бухарі, Російська імперія (за іншими даними — в Урмії, Персія). Він виріс в Ісфахані (Іран), де його батько Сергій Петрович Голубінов був російським консулом.
На початку революції навчався в севастопільській гімназії, під час Громадянської війни, безуспішно намагався вступити в Білу армію.
В 1920 році разом з батьками емігрував через Константинополь у Францію.
Закінчив Вищу хімічну школу в Нансі. Всього за 3 роки продемонстрував настільки блискучі успіхи, що отримав звання доктора наук, наймолодшого в країні на той момент. Отримавши академічне визнання і посаду гірського інженера, Голубінов не залишив навчання, продовживши вивчати математику, фізику, геологію і машинобудування. Всього талановитий вчений отримав 8 магістерських ступенів і оволодів 15 іноземними мовами. Працював як геолог-розвідник в Африці і в декількох країнах Азії для великих компаній і французького уряду.
Під час Другої світової війни Всеволод Голубінов приєднався до генерала де Голля. Отримав смертний вирок від уряду Віші, і лише видатні наукові заслуги врятували Голубінова від страти. Завдяки відкритому їм золотому родовищу рух «Вільна Франція» отримав фінанси для озброєння армії і відновлення держави.
У 1940-ві працював в Африці, у Французькому Конго, керував цементним і шкіряним заводами, роботами на золотій копальні. Там він познайомився з юною журналісткою Сімоною Шанже. Роман, що почався між ними, вилився в глибоке почуття, і незабаром вони одружилися. Першим літературним досвідом російсько-французького вченого стала дитяча книга «Подарунок Реза-Хана», написана в 1947 році в співавторстві з молодим письменником, ім'я якого залишилося невідомим. Вона оповідала про історію одного з сувенірів, що зберігалися у Голубінова.
Повернувся з Сімоною до Франції. Про своє перебування в Африці написав разом з дружиною спогади «Au Cœur bêtes sauvages» («Серед диких звірів») (Париж, 1954).
Консультував свою дружину під час написання 9 романів про пригоди Анжеліки, дійсним автором яких була одна Симона Шанже, і допомагав дружині у пошуках матеріалу (наприклад, знайшов інформацію про бідну дворянську родину, яка потім увійшла в роман як опис рідних Анжеліки), знайшов видавництво і домовився про публікації. За словами Анн Голон, саме її чоловік став прототипом чоловіка Анжеліки — Жоффрея де Пейрака. За наполяганням Сімони вони підписали контракт як Анн і Серж Голон. Вона високо цінувала заслуги і підтримку чоловіка і відмовилася від одноосібного авторства, хоча вся літературна частина була на ній. На чоловічому імені на обкладинці наполягали і представники видавництва, вважаючи, що написану жінкою книгу читачі не візьмуть всерйоз.
З 1961 року займався живописом. У 1968 році на курорті Кран-Монтана (Швейцарія) провів першу персональну виставку.
У 1965 році побував з дружиною в СРСР. Як згадувала Анн Голон, "ми гуляли, де хотіли. Мій чоловік вільно говорив російською, що дуже допомагало при спілкуванні з людьми. Я пам'ятаю, що у нас були спеціальні ваучери, щоб їсти в ресторані, ми навіть не всі їх використали. Ми зустрічалися з друзями, яких у нас в Москві було чимало ".
Готував виставку в Квебеку, де і помер від інсульту в липні 1972 року.

## Книги
- 1947 — «Подарунок Реза-Хана» ( Le Cadeau de Riza Khan , Серж Голон)
- 1954 — «Серед диких звірів»
- 1959 — «Гіганти озера» (Серж Голон)
- 1956 — «Анжеліка»
- 1958 — «Шлях в Версаль»
- 1959 — «Анжеліка і король»
- 1959 — «Гіганти озера»
- 1960 — «Неприборкана Анжеліка»
- 1961 — «Бунтівна Анжеліка»
- 1961 — «Анжеліка і її любов»
- 1964 — «Анжеліка в Новому світі»
- 1966 — «Спокуса Анжеліки»